# 夫馬賢治
夫馬 賢治（ふま けんじ、1980年生まれ）は、日本の経営戦略や金融のコンサルタント。ESG (Environmental, Social, Corporate Governance) 投資やサステナビリティ経営を扱い、ニューラル代表取締役CEO、ニュースサイト「Sustainable Japan」編集長、ほかにJBpress、現代ビジネス、Forbes Japanでコラムニストを担当する。
英国CMI認定サステナビリティ (CSR) プラクティショナーで、農林水産省「フードサプライチェーンにおける脱炭素化の実践とその可視化のあり方等検討会」委員、厚生労働省「自然に健康になれる持続可能な食環境づくりの推進に向けた検討会」委員、環境省「ESGファイナンス・アワード」「ジャパン・グリーンボンド・アワード」選定委員、それぞれを務める。
ハーバードエクステンション・スクール（オンライン）リベラルアーツ修士課程（サステナビリティ専攻）、サンダーバード・グローバル経営大学院MBA修了。東京大学教養学部（国際関係論専攻）、愛知県立一宮高等学校卒業。

## 略歴
- 2004年 東京大学教養学部国際関係論分科卒業後、リクルート入社。
- 2010年 リクルート退職。
- 2012年 サンダーバードグローバル経営大学院MBA課程修了。
- 2013年 ニューラルを創業して代表取締役CEOに就く[2]。
- 2018年 ハーグ国際宇宙資源ガバナンスワーキンググループ社会経済パネル委員に選任[12]。
- 2019年 一般財団法人サンダーバードグローバル経営大学院教育財団評議員[13]を兼任。ハーバード大学大学院（サステナビリティ専攻）修士課程修了。
- 2020年 特定非営利活動法人ウォーターエイドジャパン理事理事[14]を兼任。
- 2021年 日本プロサッカーリーグ特任理事[15]に選任。
- 2022年 根室市「根室市創生有識者会議」委員に就任。
- 2022年 信州大学グリーン社会協創機構特任教授に就任。
- 2022年 ゼロボード顧問に就任[16]。
- 2022年 一般社団法人MASHING UP理事に就任[17]。
- 2023年 ニューラルの子会社にニューラルスポーツを設立して代表取締役CEOに就く[18]。

## 単著
- 『ネイチャー資本主義 環境問題を克服する資本主義の到来』PHP研究所、2022年
- 『武器としてのカーボンニュートラル経営』ビジネス社、2022年
- 『知識ゼロからのSDGs入門』幻冬舎、2022年
- 『超入門　カーボンニュートラル』講談社、2021年
- 『ESG思考 激変資本主義1990-2020、経営者も投資家もここまで変わった』講談社、2020年
- 『データでわかる 2030年 地球のすがた（日経プレミアシリーズ）』日本経済新聞出版、2020年

## 共著
- 『いちばんやさしいSDGs入門』宝島社、2020年

## 監修
- 『60分でわかる！ESG 超入門』技術評論社、2021年

## 講演実績
世界銀行、国連大学、駐日欧州連合代表部、自由民主党本部、立憲民主党本部、環境省、外務省、農林水産省、日本弁護士連合会、日本公認会計士協会、東京弁護士会、東京青年会議所、日本貿易会、日本ファシリティマネジメント協会、日本ハンドバッグ協会、日本監査役協会、中部産業連盟、鹿児島県商工会議所、早稲田大学、青山学院大学、法政大学、東大公共政策大学院、農林中央金庫、三菱UFJ銀行、三菱UFJモルガン・スタンレー証券、みずほ証券、大和証券、楽天証券、TBSホールディングス、積水ハウス、自然エネルギー財団、山梨中央銀行、台湾経済部中小企業庁、日立製作所、日本バリューエンジニアリング協会、米国大豆輸出協会、Zホールディングス、SDGインパクトジャパンほか

## 出演番組

### テレビ
- 首都圏ネットワーク（2022年11月13日、NHK)
- 日経ニュースプラス９（2022年10月6日、BSテレ東)
- News24（2021年9月20日、日本テレビ）
- 日経ニュースプラス９（2021年7月21日、BSテレ東)[27]
- TVシンポジウム（2021年7月10日、NHK）[28]
- 報道ステーション（2021年4月23日、テレビ朝日）[29]
- NEXT company（2020年11月4日、BS11）
- モーニングサテライト（2020年8月6日、テレビ東京）[30]
- CNN International News（2020年3月27日、CNN）
- the SOCIAL（2020年3月10日ほか、日本テレビ）[31]
- Eco Solutions（2019年9月28 - 29日、10月2 - 3日、CNN）[32]

### 動画
- 戦略的リスクマネジメントでビジネスをドライブせよ （2022年8月12日、NewsPicks）[33]
- Beyond Sustainability 2022 Day 1：Award受賞企業紹介＆ESG経営をどう実現するか。 日本と世界の現在地（2022年7月25日、Business Insider Japan）[34]
- 【夫馬賢治×岡崎慎司】スポーツとお金、避けられがちな関係について正面から考える（2022年7月22日、シンクロナス）[35]
- ESG投資の第一人者「夫馬氏」に聞く！これからの資産運用で欠かせない”ESG思考”とは？（2022年7月13日、楽天証券）[36]
- 【ESGの本質とは？！】専門家・夫馬賢治さんに学ぶ！ESGを理解するコツや最新状況（2021年11月9日、NewsPicks Stage）[37]
- ESGの第一人者・夫馬賢治さんに聞く「サステナビリティの現在地」（2021年10月4日、Business Insider Japan）[38]
- ESG投資のプロが解説！菅政権のグリーン成長戦略の衝撃　(2021年3月21日、ハフポスト）[39]
- 未来につながる方向へお金を使っていこう。(2021年3月21日、KEEN Japan）[40]
- ESG投資のプロが解説！「環境・社会への配慮」と「利益追求」は両立できる？　(2021年2月21日、ハフポスト）[41]
- “環境後進国”日本が、ようやく動き出す。必要なのは企業の「SDGs本気度」だった　（2020年12月1日、ハフポスト）[42]

### ラジオ
- ダイバーシティニュース（2022年11月14日、LuckyFM）
- SDGs前夜祭（2021年12月7日、JBpress）
- 子どもたちが住める地球へ（2021年12月5日ほか、MBSラジオ）
- MOTIVE（2021年11月12日、BayFM）
- スナックSDGs（2021年5月2日ほか、TBSラジオ）
- J-WAVE Tokyo Morning Radio（2021年3月8日 - 3月11日、J-WAVE）
- J-WAVE Tokyo Morning Radio （2020年11月9日ほか、J-WAVE）
- Dairy Life（2020年10月25日ほか、TBSラジオ）[43]
- The NEXT Company（2020年10月8日ほか、BS11）
- JAM THE WORLD（2020年10月21日、J-WAVE）[44]
- One Morning（2020年8月11日ほか、Tokyo FM）[45]